# Liriomyza urticae
Liriomyza urticae är en tvåvingeart som först beskrevs av Watt 1924.  Liriomyza urticae ingår i släktet Liriomyza och familjen minerarflugor. Inga underarter finns listade i Catalogue of Life.